# Tony Leach
Thomas Leach detto Tony (Sheffield, 23 settembre 1903 – 1º settembre 1970) è stato un calciatore inglese, di ruolo difensore.

## Carriera
Leach giocò nello Sheffield Wednesday (1927-1934), nel Newcastle United (1934-1936), nello Stockport County (1936-1937), nel Carlisle United (1937-1938) ed infine nel Lincoln City (1938-1939). Inoltre giocò due volte nella Nazionale inglese nel 1930.